# مارتن فروبيشر

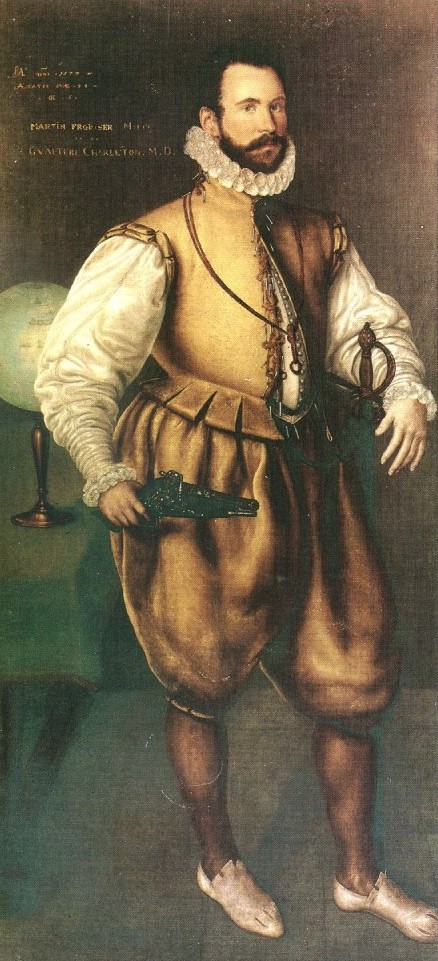
مارتن فروبيشر بريشة كورنيليس كيتيل

السير مارتن فروبيشر (حوالي 1535– 1594)، ملاح ومستكشف إنجليزي، كان من أوائل الملاحين الذين استكشفوا أمريكا الشمالية بحثا عن الممر الشمالي الغربي. قاد فروبيشر حملة بحرية عبر المحيط الأطلسي سنة 1576 م للبحث عن الممر الشمالي الغربي عبر كندا إلى الشرق الأقصى. فاكتشف الخليج الذي سُمِّى باسمه. وعاد سنة 1578 م إلى كندا للتنقيب عن الذهب، ولكن الحظ لم يحالفه في ذلك. أظهر مهارته في معركة الأرمادا التي أدت إلى هزيمة الأسطول الإسباني وذلك بقيادة القائد البحري الإنكليزي فرنسيس دريك.

## بدايات حياته
كان مارتن الطفل الرابع لبرنارد فروبيشر من ألتوفتس في أبرشية نورمانتون في يوركشاير، وكان قد ولد في زمن ما بين عامي 1530 و1540. وجاءت العائلة أصلا من شمال ويلز. وفي عمر مبكر أرسل إلى مدرسة في لندن ووضع تحت عناية قريبه السير جون يورك، الذي وضعه في عام 1544 على متن سفينة من أسطول صغير من السفن التجارية يبحر إلى غينيا. وبحلول العام 1565 دعي باسم الكابتن مارتن فروبيشر، وتزوج في 1559.

## الرحلة الأولى
بحدود العام 1560 أو 1561 قرر فروبيشر أن يتعهد بالقيام برحلة بحرية في البحث عن الممر الشمالي الغربي إلى كاثاي والهند. وكان البحث عن هذا الطريق هو الدافع لأغلب الرحلات القطبية في تلك الفترة ولفترات طويلة بعدها، لكن استحقاق فروبيشر الخاص يكمن في كونه أول من أعطى هذا المشروع شخصية وطنية. ظل يتوسل لخمس عشرة سنة دون جدوى لتأمين الوسائل الضرورية لجعل مشروعه يرى النور، لكن في عام 1576، وبمساعدة أمبروز دادلي إيرل وارويك بشكل رئيسي، وضع على قيادة بعثة تشمل مركبين صغيرين جدا، «غابريل» و«مايكل»، ووزن كل منهما حوالي 20 إلى 25 طن، وزورق بوزن 10 أطنان، مع طاقم كلي من 35 رجلا.
رفع المرساة في بلاكوول، وبعد أن تلقى وعدا بالمكافأة من الملكة إليزابيث الأولى في غرينيتش، أبحر في 7 يونيو، عبر الطريق نحو جزر شتلند. وفقدوا الزورق عندما صادفهم طقس عاصف، وبعد زمن قصير بعد ذلك هجر مركب «مايكل»؛ لكن بعد أن استمروا بقوة في رحلتهم البحرية وحدهم. شاهد بحارة «غابريل» ساحل لابرادور وكان ذلك في 28 يوليو، في خط طول 62° 2 ' شمالا. بعد حوالي أيام وصلوا مدخل خليج فروبيشر، وحاولوا التقدم شمالا ولكن منعهم الثلج والرياح المضادة من التقدم، وصمم فروبيشر على الإبحار غربا عبر هذا الممر (الذي اعتقد انه كان مضيقا) ليرى ما إذا كان بإمكانه حمل نفسه على أن يصل إلى البحر المفتوح على الجهة الأخرى. ووصل جزيرة بافين في 18 أغسطس، والتقوا ببعض المواطنين هناك، واتصلوا بهم لبضع أيام، والنتيجة أن كان أن خدع خمسة من رجال فروبيشر وأسروا، ولم يروا بعد ذلك مجددا. وبعد محاولته عبثا أن يعود برجاله المفقودين، أدار فروبيشر وجهه باتجاه الوطن، ووصل إلى لندن في 9 أكتوبر.

### التربة السوداء
من بين الأشياء التي كان قد جلبها معه بعجالة بعيدا كانت «بعض التربة السوداء»، ولم تجني الرحلة أكثر من جلب هذه المادة، ولكن أشيع في الخارج أن هذه التربة السوداء كانت كتلة من خام الذهب. من الصعب القول كيف ظهرت هذه الإشاعة، وسواء كانت هناك أي حقيقة بها، أو سواء كان فروبيشر طرفا في عملية الخداع. كانت القصة ناجحة جدا؛ ظهر الحماس الأعظم لها في البلاط وفي العالم التجاري؛ وفي السنة اللاحقة تم التجهيز لبعثة أكبر من السابقة، وأعارته الملكة سفينة «المساعدة» من البحرية الملكية ومنحته ألف جنيه استرليني كنفقات للبعثة.

## الرحلة الثانية
تأسست شركة كاثاي مع إقرار من التاج يعطي الشركة الحق الوحيد للإبحار في كل اتجاه إلا الشرق؛ وتم تعيين فروبيشر كعميد أعلي على كل الأراضي والمياه التي قد تكتشف بواسطته. في 26 مايو 1577، بعد تجهيز سفن «غابريل» و«مايكل» و«المساعدة»، وعدد من المراكب وزوارق وتكملة كلية من 120 رجل، منهم عمال مناجم ومصفّين وغيرهم، تركت الحملة بلاكوول وأبحرت شمال اسكتلندا وصلوا جزيرة هول في مدخل خليج فروبيشر في 17 يوليو. بعد أيام قليلة أخذت ملكية الأرض والجانب الجنوبي للخليج باسم الملكة. وتم قضاء عدة أسابيع في جمع الخام، لكن لم يتم فعل الكثير بشأن الاكتشاف، وقد تم إعطاء تعليمات لفروبيشر خصوصا من لجنته لإرجاء أي اكتشاف آخر للممر حتى وقت آخر. كانت هناك العديد من التفاوضات وبعض المناوشات مع المواطنين، وبعض المحاولات الجادة وإن كانت عقيمة لاستعادة الرجال الذين أسروا السنة السابقة. وبدأوا العودة في 23 أغسطس، ووصلت «المساعدة» ميناء ميلفورد في 23 سبتمبر؛ و«غابريل» و«مايكل» وصلتا لاحقا في بريستول ويارموث.

### الاستقبال
استقبل فروبيشر وتلقى الشكر من الملكة في قصر وندسور. وأجريت تحضيرات عظيمة وتم تحمل نفقة كبيرة لتقدير الكمية العظيمة للخام (حوالي 200 طن) التي جلبوها معهم إلى الوطن. وأخذ هذا وقتا كثيرا، وأدى إلى خلاف كبير بين الأطراف المختلفة المهتمة بالموضوع. وفي أثناء ذلك بقي إيمان الملكة والآخرين قويا بإنتاجية الأرض المكتشفة حديثا، وسمتها بنفسها ميتا إنكوغنيتا، وتم وضع قرار على إرسال بعثة أكبر من أي وقت مضى، مجهزة بما يلزم لتأسيس مستعمرة لمائة رجل.

## الرحلة الثالثة

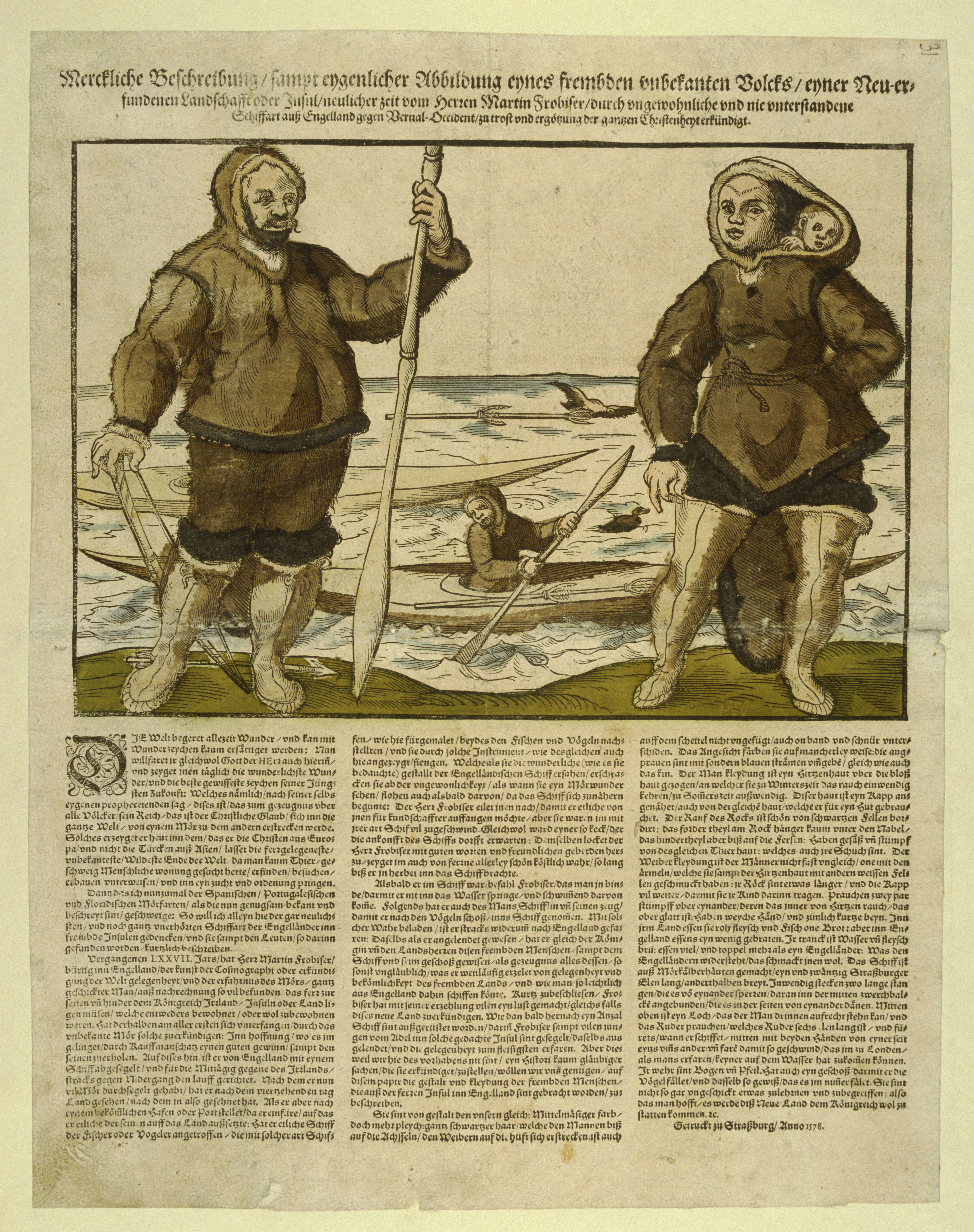
وصف يتضمن رسمًا توضيحيًا لشعب غريب غير معروف... تقرير عن رحلة مارتن فروبيشر الثالثة عام 1578

استقبل فروبيشر ثانية من قبل الملكة في غرينيتش، ووضعت سلسلة رفيعة من الذهب حول رقبته. في 31 مايو 1578 أبحرت البعثة من هارويتش، وتضمنت إجمالا خمس عشرة سفينة، وأبحرت عبر بحر المانش في 10 يونيو وصلت جنوب غرينلاند، حيث استطاع فروبيشر وبعض من رجاله أن يحطوا على اليابسة. وفي 2 يوليو ظهر أمامهم رأس بر خليج فروبيشر، لكن الطقس العاصف والثلج الخطر منعا التقاء البحارة بالخليج القديم، وبجانب تحطم السفينة الشراعية «دنيس» ذات المائة طن، فانتقل الأسطول بشكل غير متعمد إلى مضيق جديد (وهو مضيق هدسون). وبعد التقدم حوالي 60 ميلا (100 كم) فوق المضيق الخطأ، عاد فروبيشر بتردد ظاهر، وبعد العديد من المصاعب، أتى الأسطول أخيرا ليرسو في خليج فروبيشر. وقاموا بمحاولة لتأسيس مستوطنة، وشحنت كمية كبيرة من الخام؛ ولكن كما كان متوقعا، فقد كان هناك خلاف كبير بين الفريق المتباين، وفي اليوم الأخير من أغسطس بدأ الأسطول عودته إلى إنجلترا، والتي وصلها في بداية أكتوبر. وهكذا انتهى البعثة التي يمكن وصفها بالمهزلة، حيث كانت وهمية بمجملها، ويبدو أن الخام لم يساوي حتى ثمن صهره.

## حياته اللاحقة
في عام 1580 تم تعيين فروبيشر كقائد لأحد سفن الملكة لمنع خطط إسبانيا لمساعدة المتمردين الأيرلنديين، وفي نفس السنة حصل على منحة بلقب كاتب البحرية الملكية. وفي عام 1585 قاد «بريمروز»، كلواء بحري للسير فرانسيس دريك في بعثته إلى جزر الهند الغربية، وبعد هذا بوقت قصير تهددت البلاد بالاحتلال من قبل أسطول الأرمادا الإسباني، وكان اسم فروبيشر أحد الأربعة الذين ذكرهم اللورد في رسالة إلى الملكة عن «الرجال ذوي الخبرة الأعظم الذين امتلكهم هذا الوطن». شارك فروبيشر في المعركة التي انتصرت فيها إنجلترا، وتم منحه لقب فارس لخدماته البارزة في تشتيت الأرمادا. وواصل الإبحار حول في القناة حتى العام 1590، عندما أرسل في قيادة أسطول صغير إلى ساحل إسبانيا. وفي عام 1591 زار موطنه ألتوفتس وتزوج زوجته الثانية هناك، وهي ابنة اللورد وينتوورث، ليصبح في نفس الوقت صاحب عقار في يوركشاير ونوتس. وعثر على الراحة في حياة الريف، وفي السنة التالية ترأس الأسطول الذي جهزه السير والتر رالي لغزو الساحل الإسباني وعاد مع غنيمة كبيرة.

## وفاته وشخصيته
في نوفمبر 1594 دخل مع أسطول في حصار بريست، حيث تلقى جرحا في حصن كروزون ومات منه في بليموث في 22 نوفمبر. وأخذت جثته إلى لندن ودفن في سانت غايلز في كريبلغيت.
قد يظهر بأن طبعه كان قاسيا وصارما ولم محبوبا، ومع هذا فقد كان فروبيشر بلا شك أحد أكثر الملاحين مهارة في وقته ويصطف بعدل بين أبطال إنجلترا البحريين العظماء.

## روابط خارجية
- مارتن فروبيشر على موقع الموسوعة البريطانية (الإنجليزية)